# Aurelio Chiesa
Aurelio Chiesa (Cesena, 24 aprile 1947) è uno sceneggiatore e regista italiano.

## Filmografia

### Regista
- Bim bum bam (1981)
- Luci lontane (1987)

### Sceneggiatore
- Traffico d'armi nel golfo – miniserie TV (1977)
- Luci lontane (1987)
- Una botta di vita (1988)